# Esmeralda Hernández
Yuli Esmeralda Hernández Silva  (Bogotá, 13 de febrero de 1986) es una política y administradora pública colombiana, reconocida por su activismo en defensa de los animales, y el medio ambiente. Desde el 20 de julio de 2022 es Senadora de Colombia por la coalición Pacto Histórico.

## Biografía
Nació en la localidad de Bosa al suroccidente de Bogotá. En 2008 se graduó como Administradora Pública de la Escuela Superior de Administración Pública (ESAP) y posteriormente realizó una especialización en Análisis de Políticas Públicas en la Universidad Nacional de Colombia. Continuando con su formación académica, obtuvo el título de Maestría en Gerencia para el Desarrollo, con una tesis laureada, en la Universidad Externado de Colombia.[cita requerida]
Esmeralda Hernández se ha desempeñado en diversas instituciones públicas. Ha trabajado en la Registraduría Nacional del Estado Civil, el Acueducto de Bogotá, el Concejo Distrital, la Federación Nacional de Departamentos y el Congreso de la República.[cita requerida]
Durante su tiempo en el Congreso, coordinó el equipo legislativo del entonces senador Camilo Romero y fue promotora del referendo para incluir en la Constitución Política la figura de revocatoria de los congresistas, que obtuvo una cifra histórica de 1.326.944 firmas.

## Trayectoria política
En 2016, Esmeralda Hernández fue asesora de la Gobernación de Nariño, donde desempeñó un papel fundamental en la estructuración del Plan Departamental de Desarrollo titulado «Nariño corazón del mundo», el cual recibió reconocimiento como el mejor Plan de Desarrollo del país por el Departamento Nacional de Planeación.
En el año 2020, Esmeralda Hernández fue elegida alcaldesa local de Teusaquillo en Bogotá, tras un riguroso proceso de selección en el que participaron miles de aspirantes.

### Senadora de la República
En 2021 renunció a su cargo como alcaldesa local para postularse en la lista al Senado del Pacto Histórico por el partido Colombia Humana, resultando electa como congresista para el período 2022-2026. Como legisladora, forma parte de la Comisión V y ha abogado por los derechos de las mujeres, los jóvenes, los animales y el medio ambiente.[cita requerida]
En el Congreso, Esmeralda Hernández ha impulsado acciones en temas como la protección ambiental, los derechos de los animales y la lucha contra la corrupción. Ha denunciado irregularidades en el manejo de las regalías durante el gobierno de Iván Duque,[cita requerida] liderado iniciativas para prohibir el fracking en Colombia, las peleas de gallos y la venta de animales en jaulas y criaderos.[cita requerida] Además, ha trabajado para incluir programas de esterilización y adopción de perros y gatos en los planes de salud y territoriales.[cita requerida]
Promovió la ratificación del Acuerdo de Escazú, un tratado internacional que plantea, entre otras cosas, la conservación de la Amazonía, principal fuente de vida en el planeta, y la protección de los líderes y lideresas ambientales. De igual forma, hizo realidad que en la reforma tributaria fuera incluido el pago de IVA a espectáculos taurinos, como una forma de aportar a que se desincentive esta práctica perversa de maltrato animal.  
Logró que tres de sus proyectos de autoría, e históricos para el país, que buscan la prohibición del glifosato, las corridas de toros y el fracking en Colombia, fueran aprobados en las comisiones V, VI y plenaria del Senado de la República, respectivamente. Se espera que estas iniciativas cumplan su trámite complementario y definitivo en la legislatura que inicia el 20 de julio de 2023.

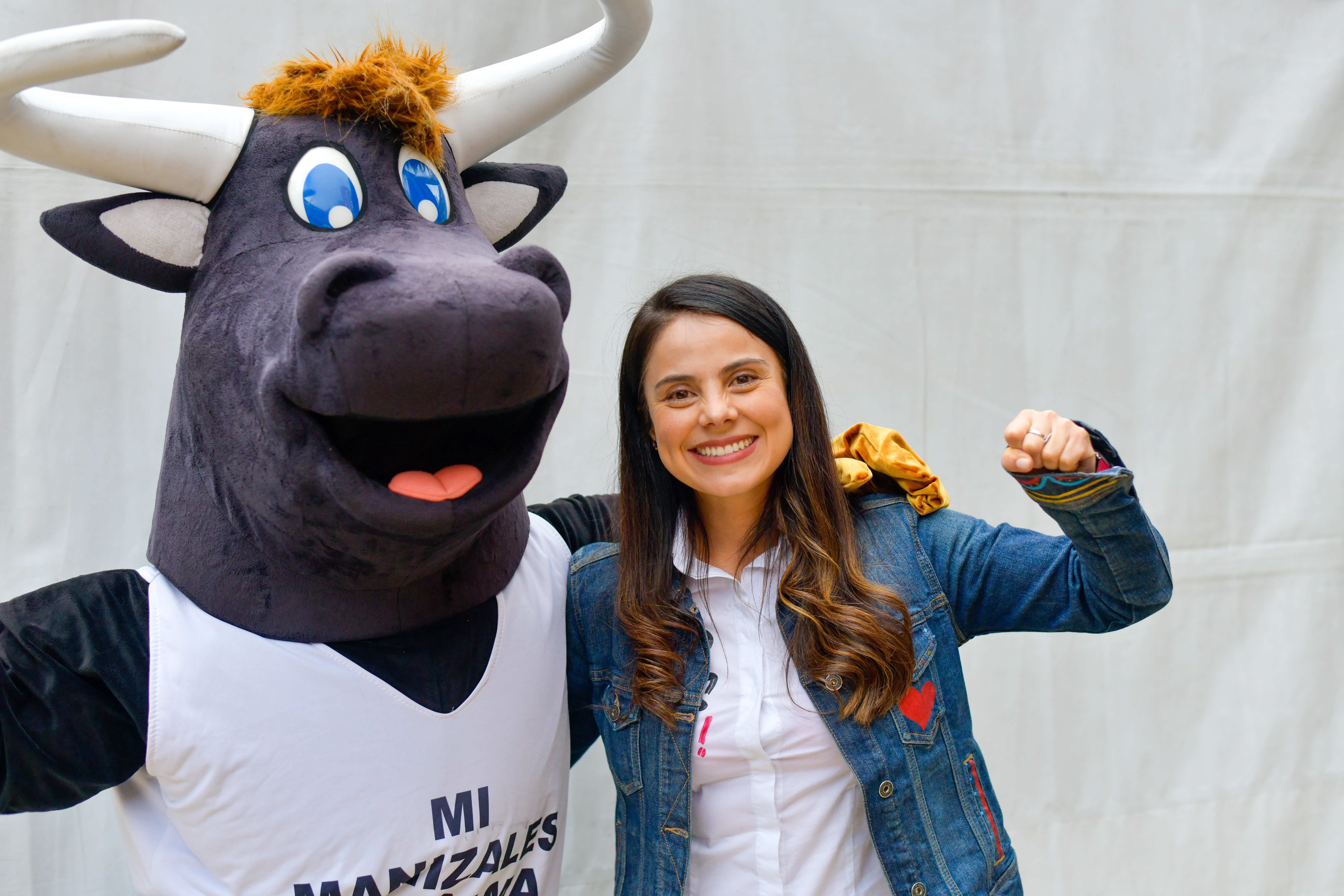
Esmeralda Hernández durante la sanción de la ley que prohíbe la tauromaquia en Colombia

Además, ha trabajado en las propuestas para prohibir las peleas de gallos, la venta de animales en jaulas y criaderos, el fomento en los programas de esterilización y adopción de perros y gatos en los planes de salud territoriales, así como por lograr la inclusión en el Plan Nacional de Desarrollo de una estrategia para combatir el tráfico de fauna silvestre, uno de los tres negocios ilegales más rentables en el mundo.[cita requerida]
Asimismo, protagonizó una de las denuncias más recordadas en la última legislatura en el Congreso al poner en evidencia una cadena de irregularidades por cuenta de la entrega a dedo de 3.8 billones de pesos de las regalías en los cuatro años del gobierno anterior de Iván Duque.